# Pinzón (Buenos Aires)
Pinzón es una localidad del partido de Pergamino, provincia de Buenos Aires, Argentina.

## Ubicación
Un acceso pavimentado de 12 km la comunica con la Ruta Nacional 8 y de allí con la ciudad de Pergamino a unos 6 km del centro de la misma.

## Población
Cuenta con 393 habitantes (Indec, 2010), lo que representa un descenso del 13,4 frente a los 454 habitantes (Indec, 2001) del censo anterior.
| Gráfica de evolución demográfica de Pinzón entre 1991 y 2010 |
|                                                              |
| Fuente: Censos nacionales del INDEC                          |

## Ferrocarril
Se encuentra la Estación Pinzón del Ramal G6 del Ferrocarril General Belgrano (Pergamino - Vedia) que no posee actividad.

## Historia
Es cuna del Poeta Leonardo Rodríguez. Se destacaron sus famosos bailes de los años 70, donde asistían multitudes de toda la zona, cuando el presidente del Pinzón Foot Ball Club era Ángel Emiliano Rodríguez, primo de Leonardo, llegando a recibir en los bailes del club a personalidades destacadas del ambiente musical como Alberto Castillo y Cacho Castaña, entre otros.
Además, es lugar de nacimiento y primeros años del artista plástico Pablo Rodríguez y del músico y cineasta Juan Garuda (Juan Matías Rodríguez).